# 巴斯德象限
巴斯德象限（Pasteur's quadrant）是唐纳德·E·司托克斯在其著作中提出的一個概念，他认为基础研究与应用研究並非对立关系，在某种程度上可以交错融合，甚至应用研究可以启发基础研究。

## 应用和基础研究
如下表所示，科学研究的目的可以按照僅僅是出於對知识的興趣和出于解决眼前的現實问题来分类。
|                  |    | 使用注意事项？ | 使用注意事项？        |
|                  |    | 不             | 是的                  |
| ---------------- | -- | -------------- | --------------------- |
| 出於對知識的興趣 | 是 | 纯基础 研究    | 應用研究启发 基础研究 |
| 出於對知識的興趣 | 不 | ——             | 纯应用 研究           |

科學研究可以分為三類：
1. 纯粹的基础科學研究，以20世纪初原子物理学家尼尔斯·玻尔為例
2. 纯粹的应用研究，以发明家托马斯·爱迪生为例
3. 受應用研究启发的基础科學研究，即为“巴斯德象限”